# Hồng đất
 #CC8899 
Màu hồng đất nói chung được coi là các biến thái trong khoảng từ màu hồng xậm đến màu tía ánh nâu nhạt.

## Tọa độ màu
Số Hex =  #CC8899
RGB   (r, g, b)      = (204, 136, 153)
CMYK  (c, m, y, k)   = (20, 47, 40, 0)
HSV (h, s, v) =  (345, 33, 80)